# Barata-da-bananeira
A Barata-da-bananeira (Hormetica laevigata) é uma barata que vive sobre bananeiras, típica do Sul do Brasil, é uma espécie nativa de regiões tropicais. Essa espécie faz parte do museu nacional. Essa espécie é uma praga para a agricultura, por atacar as bananeiras.